# PG (cantor)
Pedro Geraldo Mazarão, mais conhecido como PG (São Paulo, 18 de maio de 1976) é um cantor, compositor, pastor, produtor musical, multi-instrumentista e arranjador brasileiro. Iniciou sua carreira musical durante a década de 1990, tocando em bandas independentes. Em meados de 1994, foi vocalista e baixista da banda de heavy metal Corsário, mas foi no grupo Oficina G3 em que alcançou notoriedade nacional.
PG foi convidado a ingressar na Oficina G3 em 1997, por meio do baterista Walter Lopes, em substituição a Luciano Manga, que estava deixando o grupo. O músico entrou no conjunto em 1998, e compôs várias músicas, como "Autor da Vida", "Necessário" e "Te Escolhi", e álbuns notáveis como Acústico ao Vivo (1999) e O Tempo (2000). PG também escreveu várias canções em parceria com Juninho Afram e Duca Tambasco. PG foi ordenado pastor em 2003 e decidiu sair do grupo, situação que foi publicamente declarada controversa entre os integrantes. Depois de uma reconciliação com Afram, Tambasco e Carllos, PG passou a participar de forma fixa de apresentações e projetos comemorativos do grupo a partir de 2020.
Em 2004, lançou seu primeiro disco solo, Adoração, e em 2007 produziu seu primeiro trabalho ao vivo, de título Eu Sou Livre, o qual é seu maior sucesso em carreira solo. Ao longo de sua trajetória como artista solo, lançou músicas como "Louvarei na Tempestade", "Eu Vou Passar pela Cruz" e "Meu Universo", flertando com gêneros do rock e metal, mas também influências congregacionais. Por meio de sua obra, PG já foi indicado e vencedor no Troféu Talento e indicado ao Troféu Promessas.

## Biografia

### 1976–1993: Infância e formação
PG nasceu na cidade de São Paulo, no dia 18 de maio de 1976. Iniciou seu contato com a música ainda aos 6 anos de idade, quando sua família mudou-se para Batatais.
Após perder o pai, aos 14 anos de idade, PG mudou-se juntamente com sua mãe para a cidade de Lucélia. Nesse período de o cantor se envolveu com o alcoolismo e drogas.
Em 1993, voltou para São Paulo, para trabalhar em uma loja de discos na Galeria do Rock. Na época do carnaval do mesmo ano, foi convidado por um primo para assistir a um show de grupos musicais cristãos. PG ficou sensibilizado com as mensagens das músicas das bandas Kadoshi, Katsbarnea e Oficina G3. No mesmo dia se converteu ao protestantismo e decidiu levar uma vida com preceitos cristãos. Logo iniciou o seu discipulado na Igreja Renascer em Cristo.

### 1994–2003: Oficina G3
Ainda em 1993 o cantor ingressou em uma banda liderada pelo primo, a Sanctuarium Band, tocando baixo. Depois de um ano, formou juntamente com os amigos Daniel e Marcelo Feijão a banda Corsário. Foi nessa época que compôs as músicas "Necessário" e "Autor da Vida", que mais tarde foram gravadas pela banda Oficina G3.
PG participou de alguns outros projetos musicais, até que no final de 1997, foi convidado, por Walter Lopes, para ingressar no grupo Oficina G3. O vocalista da época, Luciano Manga, precisava sair da banda para cumprir com outros projetos. PG tornou-se o vocal do grupo em janeiro de 1998, e participou do primeiro projeto a partir de então, o disco Acústico, o qual foi gravada a canção "Autor da Vida".
Em 2000, PG fez parte de uma das fases mais populares do grupo, com o lançamento do álbum O Tempo. O cantor escreveu grande parte das músicas do projeto, e participou dos vocais em quase todas, juntamente com Juninho Afram. Com a banda, participou do Rock in Rio 3. Nesta época, o músico também fez participações especiais com outras bandas e artistas, como no álbum Na Virada do Milênio, de Brother Simion ("Onde Encontrar?"), O Segredo, do Fruto Sagrado ("O Novo Mandamento") e Fruto de Amor, de Aline Barros ("Cantarei Teu Amor pra Sempre").
Após a saída de Walter, PG trouxe seu irmão, Jhonny Mazza, para tocar na bateria da Oficina G3 durante um tempo, até que o grupo optou por Lufe. Nesta formação, foi gravado o último disco com sua participação, Humanos, em dezembro de 2002.
PG se retirou da banda em dezembro de 2003, durante as sessões de composição para o álbum Além do que os Olhos Podem Ver. Segundo ele mesmo, o motivo da saída da banda foi sua nomeação para pastor de sua igreja. No dia 21 de junho de 2003, foi nomeado, juntamente com sua esposa Rosana, pastor na Igreja Comunidade Cristã Evangélica Estrela da Manhã. Nesta época, Juninho, Duca e Jean Carllos criticaram PG publicamente pela forma em que saiu do grupo.

[..] eu não saí porque queria fazer uma carreira solo, mas sim por causa de um propósito, o meu ministério pastoral, que não estava sendo bem compreendido. Era aquela coisa: “eu entendo, mas não aceito”. E eu não queria ser o chato da banda. Sabe a história de Sadraque, Mesaque e Abdenego? Eles eram três, mas tinham um único objetivo. Por mais que um deles tivesse medo, eles estavam juntos, acreditavam um no outro. Comentaram muitas coisas erradas quando eu saí. Não houve briga, não saí porque queria ganhar dinheiro. Saí exatamente porque queria continuar cantando e me dedicar a outros propósitos. Onde estava eu não conseguia. Quando saí da banda, recebi muitas críticas, até duvidei se eu estava certo. Mas ela me deu toda a força para continuar. Eu até me emociono ao falar dela, pois não consigo ver esse ministério sem a Rosana. Com certeza ela é muito mais forte do que eu.— PG, sobre a sua saída da banda e o apoio da esposa.

### 2004–2019: Carreira solo

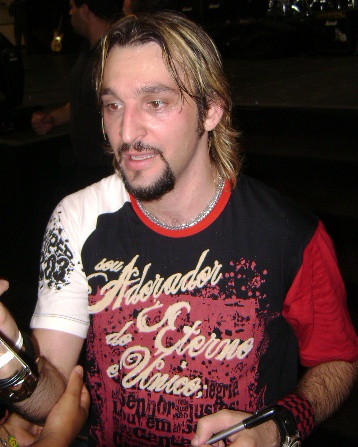
PG durante sessão de autógrafos em 2007.

Em 2004, produzido por Emerson Pinheiro e distribuído pela MK Music chegou nas lojas o álbum Adoração, que recebeu a certificação de disco de ouro pela ABPD. Nas composições do álbum, contou com a parceria do seu irmão Johnny Mazza que também gravou as baterias e, ainda, assinou como co-produtor.  Entretanto, seu disco Eu Sou Livre, com a tradução de "Mi Universo", do cantor Jesús Adrián Romero, que o fez receber duas indicações ao Troféu Talento em 2009, fazendo também que ganhasse na categoria Melhor álbum rock no ano anterior. O álbum foi certificado com um disco de platina.
Em 24 de novembro de 2011, o cantor gravou ao vivo o álbum Imagem e Semelhança, dirigido por Marina de Oliveira. O cantor reuniu mais de cinco mil pessoas em seu show.
Em 2014, PG comemorou 10 anos de carreira solo com o álbum Nova Vida. O projeto contou com produção musical do próprio artista, e gravado entre os meses de fevereiro a abril no estúdio pessoal do cantor e no Norcal Studio, e reuniu composições autorais e músicas de outros compositores, como Anderson Freire e Pr. Lucas.
Em 2015, já assinando com a gravadora Som Livre, o artista liberou S.E.T.E. O álbum, em si, possui influências do folk e do country, como no trabalho anterior, Nova Vida, porém com uma pegada mais hard rock. O primeiro single do projeto foi a canção "Ser Alguém", uma versão de "Be Somedoby", da banda de metal Thousand Foot Krutch. Um clipe para a faixa foi gravado nos Estados Unidos, filmado em 4K. Durante a produção do álbum, o cantor divulgou em suas redes sociais, com detalhes, o processo de gravação de S.E.T.E.. Também anunciou a participação do cantor e guitarrista Juninho Afram, líder da Oficina G3, na faixa "Olhos da Fé". Foi a primeira parceria do músico com algum integrante de sua ex-banda.
Em 2017, PG assinou com a gravadora Onimusic e fez Acústico: Música e Palavra, que trouxe a participação de integrantes do Oficina G3 e músicas de sua carreira solo e da sua ex-banda. Já, em 2019, liberou Eternidade. Musicalmente, a obra teve o hard rock como principal influência. O disco também trouxe uma versão acústica da música "O Caminho" e a versão "Vem Queimar", regravação da banda norte-americana Building 429.

### 2020–atualmente: Reunião com Oficina G3 e PG Trio
Em 2020, PG se reuniu com a Oficina G3, para comemorar os 20 anos do Lançamento do álbum O Tempo, e junto estava Walter Lopes, e participação de Mateus Asato. Gravaram várias músicas, que chegaram a liberar algumas nas redes sociais. Em 2022, com o álbum Humanos completando 20 anos, fizeram uma turnê com músicas dos álbuns O Tempo e Humanos, com a participação de Lufe. O registro da turnê saiu em 2024 como o álbum e documentário Humanos Tour.
Paralelamente ao Oficina G3, em 2021, PG liberou Peregrino, projeto que passou a assinar não só como artista solo, mas também parte de um trio, assumindo a execução do baixo. Já a partir de 2023 até 2024, ingressou em outra turnê da banda ao lado do ex-vocalista Luciano Manga, para comemorar os álbuns Nada É Tão Novo, Nada É Tão Velho, quase 20 anos de Além do que os Olhos Podem Ver (2005) e os quase 30 anos de Indiferença (1996). Ainda em 2024, foi convidado a seguir nos vocais da banda após desistência de Mauro Henrique em participar da DDG Reloaded Tour. PG admitiu publicamente que não tinha conhecimento aprofundado sobre o repertório de Depois da Guerra (2008) e Histórias e Bicicletas (2013) e divulgou seus ensaios nas redes sociais. Para os shows, a banda manteve as músicas nos tons originais. Ao mesmo tempo, PG manteve sua turnê comemorativa de 30 anos de carreira solo, de sua ex-banda Corsário e de sua fase no grupo Oficina G3.

## Discografia

### Carreira solo
Álbuns de estúdio
- 2004: Adoração
- 2006: De um Lado a Outro
- 2009: A Conquista
- 2014: Nova Vida
- 2015: S.E.T.E
- 2017: Acústico: Música e Palavra
- 2019: Eternidade
- 2021: Peregrino

Álbuns ao vivo
- 2007: Eu Sou Livre
- 2011: Imagem e Semelhança

Coletâneas
- 2009: Som Gospel
- 2014: Gospel Collection

### Com Oficina G3
- 1998: Acústico
- 1999: Acústico - Ao Vivo
- 2000: O Tempo
- 2001: O Tempo
- 2002: Humanos
- 2024: Humanos Tour

## Videografia
- 2008: Eu Sou Livre
- 2012: Imagem e Semelhança